# Хэм, Кеннет Тодд
Хэм Кеннет Тодд (англ. Ham Kenneth Todd; род. 12 декабря 1964, Плейнфилд, штат Нью-Джерси) — американский астронавт. Совершил два космический полёт продолжительностью 13 суток 18 часов 13 минут 07 секунд.

## Образование
- 1983 — в городе Кларк штат Нью-Джерси окончил среднюю школу имени Артура Джонсона (англ. Arthur L. Johnson High School).
- 1987 — окончив Военно-морскую академию, получил степень бакалавра наук по аэрокосмической технике.
- 1996 — после окончания аспирантуры ВМС (англ. Naval Postgraduate School) получает степень магистра наук в области аэрокосмической технике.

## Военная карьера
- В 1987 году, после окончания Военно-морской академии был распределён в Космический центр имени Джонсона, где проходил службу в Отделе параболических полётов.
- В 1989 г. после окончания лётной подготовки на авиастанциях Корпус Кристи (англ. NAS Corpus Christi) и Бивилл (англ. NAS Beeville) в штате Техас, стал военно-морским лётчиком.
- 1989-1994 гг. проходил службу в 132-й и 105-й истребительно-штурмовых эскадрильях, летал на истребителе F/A-18, участвовал в 2х боевых походах, в операциях в Боснии и в Ираке.
- В 1996 г. параллельно с аспирантурой окончил школу лётчиков-испытателей ВМС в городе Пэтьюксент-Ривер, после окончания школы участвовал в испытаниях истребителя F/A-18E/F Super Hornet.

## Карьера в НАСА
- 4 июня 1998 года был зачислен кандидатом в астронавты НАСА 17-го набора. По окончании курса ОКП, получил квалификацию пилот шаттла.
- 22 марта 2007 года получил назначение в экипаж миссии STS-124, основной задачей которой было доставка на орбиту, компонентов японского исследовательского модуля «Кибо»: герметичного отсека (JEM PM), опорных шасси и японского робота-манипулятора (JEM RMS).
- Атлантис STS-132, полёт которого длился с 14 по 26 мая 2010 года. Продолжительность полёта составила 11 дней 18 часов 28 минут.

### Космический полёт
- С 31 мая по 14 июня 2008 совершил свой первый космический полёт в качестве пилота в составе экипажа миссии Дискавери STS-124. Стал 475-м человеком и 302-м астронавтом США в космосе. Продолжительность полёта составила 13 суток 18 часов 13 минут 07 секунд.